# Жінка йде попереду
«Жінка йде попереду» (англ. Woman Walks Ahead) — драматична стрічка 2017 року, світова прем'єра якої відбулась на Міжнародному кінофестивалі в Торонто.

## Сюжет
Овдовіла молода художниця Кетрін Велдон їде в Дакоту, щоб намалювати вождя Сидячий Бик племені сіу. Її застерігають про небезпеку, яка чекає жінку в тих краях та й сама вона по приїзді стає жертвою крадіжки її речей індіанцем. Її намагаються відправити назад та це не зупиняє жінку, вона оселяється в поселенні. Вождь погоджується позувати за 1000 доларів. Кетрін переймається політикою, спрямованою на знищення корінного народу. Сидячий Бик повертає гроші художниці. Жінка їде в місто та купує продукти для індіанців. Її жорстоко б'ють білошкірі люди. Дізнавшись про наміри виселити індіанців з їхніх земель, Велдон активно допомагає корінному населенню. Виступ Сидячого Бика перед зборами отримує підтримку в індіанців, вони голосують проти передачі земель.
Ситуація виходить із-під контролю. Було вирішено заарештувати Сидячого Бика, якого вбивають при затриманні.

## У ролях
| Актор            | Роль             |
| ---------------- | ---------------- |
| Джессіка Честейн | Кетрін Велдон    |
| Майкл Грейайз    | Сидячий Бик      |
| Ческей Спенсер   | Часка            |
| Сем Роквелл      | Сілас Гров       |
| Кіаран Гайндс    | Джеймс Маклафлін |
| Майкл Нурі       | Карл Валентин    |
| Білл Кемп        | генерал Кук      |
| Луїза Краусе     | Лоретта          |

## Створення фільму

### Виробництво
Зйомки фільму проходили в Нью-Мексико, США.

### Знімальна група
- Кінорежисер — Сюзанна Вайт
- Сценарист — Стівен Найт
- Кінопродюсери — Еріка Олд, Андреа Калдервуд, Маршалл Герсковітц, Річард Соломон, Едвард Цвік
- Композитор — Джордж Фентон
- Кінооператор — Майк Ілей
- Кіномонтаж — Люсія Дзуккетті
- Художник-постановник — Джоффрі Кіркленд
- Артдиректор — Біллі В. Рей
- Художник-декоратор — Вільгельм Пфау
- Художник з костюмів — Стефані Кольє
- Підбір акторів — Рене Гейнс[2]

## Сприйняття
Фільм отримав змішані відгуки. На сайті Rotten Tomatoes оцінка стрічки становить 48 % на основі 27 відгуків від критиків (середня оцінка 5,7/10) і 61 % від глядачів із середньою оцінкою 3,4/5 (152 голоси). Фільму зарахований «гнилий помідор» від кінокритиків та «попкорн» від глядачів, Internet Movie Database — 5,7/10 (541 голос), Metacritic — 50/100 (15 відгуків критиків).